# Dioscorea litoralis
Dioscorea litoralis är en enhjärtbladig växtart som beskrevs av Rodolfo Amando Philippi. Dioscorea litoralis ingår i släktet Dioscorea och familjen Dioscoreaceae. Inga underarter finns listade i Catalogue of Life.